# Persone di nome Martin
| Questa pagina contiene informazioni ricavate automaticamente dalle voci biografiche con l'ausilio del template Bio e di un bot. L'aggiornamento è periodico e automatico e ricostruisce completamente la pagina. Se manca una persona in questa lista, sei pregato di non aggiungerla, ma accertati piuttosto che la sua voce biografica contenga il template Bio e che i dati anagrafici siano correttamente compilati. Se il template Bio manca, inseriscilo tu stesso o, in alternativa, metti l'avviso {{tmp\|Bio}} che ne segnala la mancanza. Se i dati riportati sono sbagliati, correggi direttamente la voce biografica; le modifiche saranno visibili in questa lista entro pochi giorni. Per chiarimenti vedi il progetto antroponimi. La lista contiene solo le 973 persone che sono citate nell'enciclopedia e per le quali è stato implementato correttamente il template Bio. Pagina aggiornata al 22 lug 2025. |

Questa è una lista di persone presenti nell'enciclopedia che hanno il nome Martin, suddivise per attività principale.

## Abati(1)
- Martin Gerbert, abate tedesco (Horb am Neckar, n. 1720 - St. Blasien, † 1793)

## Agenti segreti(1)
- Martin Sandberger, agente segreto tedesco (Charlottenburg, n. 1911 - Stoccarda, † 2010)

## Allenatori di calcio(31)
- Martin Allen, allenatore di calcio e ex calciatore inglese (Reading, n. 1965)
- Martin Amerhauser, allenatore di calcio e ex calciatore austriaco (Salisburgo, n. 1974)
- Martin Andermatt, allenatore di calcio e ex calciatore svizzero (Baar, n. 1961)
- Martin Andresen, allenatore di calcio e ex calciatore norvegese (Kråkstad, n. 1977)
- Martin Canning, allenatore di calcio e ex calciatore scozzese (Glasgow, n. 1981)
- Martin Carruthers, allenatore di calcio e ex calciatore inglese (Nottingham, n. 1972)
- Martin Fabuš, allenatore di calcio e ex calciatore slovacco (Trenčín, n. 1976)
- Martin Falk, allenatore di calcio svedese (Trollhättan, n. 1995)
- Martin Foyston, allenatore di calcio inglese (Kingston upon Hull, n. 1982)
- Martin Frýdek, allenatore di calcio e ex calciatore ceco (Hradec Králové, n. 1969)
- Martin Gray, allenatore di calcio e ex calciatore inglese (Stockton-on-Tees, n. 1971)
- Martin Hašek, allenatore di calcio e ex calciatore ceco (Pardubice, n. 1969)
- Martin Hiden, allenatore di calcio e ex calciatore austriaco (Stainz, n. 1973)
- Martin Hoffmann, allenatore di calcio e ex calciatore tedesco orientale (Gommern, n. 1955)
- Martin Hyský, allenatore di calcio e ex calciatore ceco (Praga, n. 1975)
- Martin Kasálek, allenatore di calcio e ex calciatore ceco (Brno, n. 1980)
- Martin Koopman, allenatore di calcio, dirigente sportivo e ex calciatore olandese (Wezep, n. 1956)
- Martin Kotůlek, allenatore di calcio e ex calciatore ceco (Olomouc, n. 1969)
- Martin Kušev, allenatore di calcio e ex calciatore bulgaro (Trojan, n. 1973)
- Martin Ling, allenatore di calcio e ex calciatore inglese (West Ham, n. 1966)
- Martin Lippens, allenatore di calcio e calciatore belga (Bruxelles, n. 1934 - Anderlecht, † 2016)
- Martin Max, allenatore di calcio e ex calciatore tedesco (Tarnowskie Góry, n. 1968)
- Martin Nash, allenatore di calcio e ex calciatore canadese (Regina, n. 1975)
- Martin Ndtoungou, allenatore di calcio camerunese (Camerun, n. 1958)
- Martin Novoselac, allenatore di calcio e ex calciatore croato (n. 1950)
- Martin Paterson, allenatore di calcio e ex calciatore nordirlandese (Tunstall, n. 1987)
- Martin Reim, allenatore di calcio e ex calciatore estone (Tallinn, n. 1971)
- Martin Rueda, allenatore di calcio e ex calciatore svizzero (Zurigo, n. 1963)
- Martin Sjögren, allenatore di calcio e ex calciatore svedese (Gimo, n. 1977)
- Martin Stocklasa, allenatore di calcio e ex calciatore liechtensteinese (Grabs, n. 1979)
- Martin Ševela, allenatore di calcio e ex calciatore slovacco (Most pri Bratislave, n. 1975)

## Allenatori di calcio a 5(1)
- Martin Dlouhý, allenatore di calcio a 5 e ex giocatore di calcio a 5 ceco (n. 1975)

## Allenatori di hockey su ghiaccio(2)
- Martin Höhener, allenatore di hockey su ghiaccio e ex hockeista su ghiaccio svizzero (Zurigo, n. 1980)
- Marty Raymond, allenatore di hockey su ghiaccio e ex hockeista su ghiaccio canadese (Drummondville, n. 1964)

## Allenatori di pallacanestro(1)
- Martin Schiller, allenatore di pallacanestro austriaco (Vienna, n. 1982)

## Allenatori di sci alpino(2)
- Martin Kroisleitner, allenatore di sci alpino e ex sciatore alpino austriaco (n. 1978)
- Martin Marinac, allenatore di sci alpino e ex sciatore alpino austriaco (Gaschurn, n. 1979)

## Allenatori di tennis(1)
- Martin Damm, allenatore di tennis e ex tennista ceco (Liberec, n. 1972)

## Alpinisti(1)
- Martin Pfeffer, alpinista e architetto tedesco (Monaco di Baviera, n. 1908 - Nanga Parbat, † 1937)

## Altisti(1)
- Martin Buß, ex altista tedesco (Berlino, n. 1976)

## Ambientalisti(1)
- Martin Doughty, ambientalista britannico (New Mills, n. 1949 - New Mills, † 2009)

## Anatomisti(1)
- Martin Naboth, anatomista tedesco (Calau, n. 1675 - Lipsia, † 1721)

## Arabisti(1)
- Martin Theodoor Houtsma, arabista, islamista e turcologo olandese (Rauwerderhem, n. 1851 - Utrecht, † 1943)

## Arbitri di calcio(5)
- Martin Atkinson, arbitro di calcio inglese (Bradford, n. 1971)
- Martin Hansson, ex arbitro di calcio svedese (Holmsjö, n. 1971)
- Martin Lundby, arbitro di calcio norvegese (Oslo, n. 1986)
- Martin Petersen, arbitro di calcio tedesco (Filderstadt, n. 1985)
- Martin Strömbergsson, ex arbitro di calcio svedese (Gävle, n. 1977)

## Archeologi(1)
- Martin Friedrich Arendt, archeologo danese (Danimarca, n. 1773 - † 1823)

## Architetti(6)
- Martin Chambiges, architetto francese (Parigi, n. 1460 - Beauvais, † 1532)
- Martin Frantz, architetto estone (Reval, n. 1679 - Liegnitz, † 1742)
- Martin Gropius, architetto tedesco (Berlino, n. 1824 - Berlino, † 1880)
- Martin Hammitzsch, architetto e politico tedesco (Dresda, n. 1878 - Oberwiesenthal, † 1945)
- Martin Roche, architetto statunitense (n. 1853 - † 1927)
- Martin Wagner, architetto e urbanista tedesco (n. 1885 - † 1957)

## Architetti del paesaggio(1)
- Martin Charbonnier, architetto del paesaggio francese (Francia, n. 1655 - Hannover, † 1720)

## Arcivescovi cattolici(5)
- Martin Sarmiento Jumoad, arcivescovo cattolico filippino (Cebu, n. 1956)
- Martin Musonde Kivuva, arcivescovo cattolico keniota (Muthetheni, n. 1952)
- Martin Kmetec, arcivescovo cattolico e religioso sloveno (Ptuj, n. 1956)
- Martin John Spalding, arcivescovo cattolico statunitense (Rolling Fork, n. 1810 - Baltimora, † 1872)
- Martin Vidović, arcivescovo cattolico croato (Zažablje, n. 1953)

## Arcivescovi luterani(1)
- Martin Modéus, arcivescovo luterano svedese (Jönköping, n. 1962)

## Artisti(2)
- Martin Finnin, artista e pittore irlandese (Limerick, n. 1968)
- Martin Kippenberger, artista tedesco (Dortmund, n. 1953 - Vienna, † 1997)

## Artisti marziali misti(2)
- Martin Kampmann, artista marziale misto danese (Aarhus, n. 1982)
- Martin Nguyen, artista marziale misto australiano (Sydney, n. 1989)

## Astronauti(1)
- Martin Fettman, astronauta e medico statunitense (Brooklyn, n. 1956)

## Astronomi(9)
- Martin Fiedler, astronomo tedesco (n. 1978)
- Martin Geffert, astronomo tedesco (n. 1922 - Heppenheim, † 2015)
- Martin Harwit, astronomo statunitense (Praga, n. 1931)
- Martin Horký, astronomo boemo
- Martin van den Hove, astronomo e matematico olandese (Delft, n. 1605 - Leida, † 1639)
- Martin Rees, astronomo e cosmologo inglese (York, n. 1942)
- Martin Ryle, astronomo britannico (Brighton, n. 1918 - Cambridge, † 1984)
- Martin Schwarzschild, astronomo tedesco (Potsdam, n. 1912 - Langhorne, † 1997)
- Martin Watt, astronomo britannico

## Attivisti(4)
- Martin Dibobe, attivista camerunese (Bonaprise, n. 1876 - Liberia, † 1922)
- Martin Hamuljak, attivista, linguista e giornalista slovacco (Oravská Jasenica, n. 1789 - Námestovo, † 1859)
- Martin Luther King III, attivista statunitense (Montgomery, n. 1957)
- Martin Luther King, attivista, politico e pastore protestante statunitense (Atlanta, n. 1929 - Memphis, † 1968)

## Attrici(1)
- Tommy Dorfman, attrice statunitense (Atlanta, n. 1992)

## Autori di giochi(1)
- Martin Wallace, autore di giochi britannico (Hampshire, n. 1962)

## Avvocati(1)
- Brian Mulroney, avvocato, imprenditore e politico canadese (Baie-Comeau, n. 1939 - Palm Beach, † 2024)

## Bassisti(5)
- Martin Bengtsson, bassista, chitarrista e cantante svedese (Halmstad, n. 1974)
- Martin Kemp, bassista, attore e regista britannico (Londra, n. 1961)
- Martin Mendez, bassista uruguaiano (Montevideo, n. 1978)
- Martin Motnik, bassista e produttore discografico tedesco (Ludwigshafen am Rhein, n. 1972)
- Martin Turner, bassista e compositore britannico (Torbay, n. 1947)

## Batteristi(4)
- Martin Atkins, batterista inglese (Coventry, n. 1959)
- Martin Axenrot, batterista svedese (Linköping, n. 1979)
- Martin Lamble, batterista inglese (St John's Wood, n. 1949 - M1, presso Scratchwood Services, Londra, † 1969)
- Martin Lopez, batterista svedese (Stoccolma, n. 1978)

## Biatleti(2)
- Martin Ponsiluoma, biatleta svedese (Östersund, n. 1995)
- Martin Uldal, biatleta norvegese (n. 2001)

## Bibliotecari(1)
- Martin Schrettinger, bibliotecario tedesco (Neumarkt, n. 1772 - Monaco di Baviera, † 1851)

## Biochimici(2)
- Martin Kamen, biochimico canadese (Toronto, n. 1913 - † 2002)
- Martin Rodbell, biochimico statunitense (Baltimora, n. 1925 - Chapel Hill, † 1998)

## Biologi(2)
- Martin Chalfie, biologo statunitense (Chicago, n. 1947)
- Martin Evans, biologo e genetista britannico (Stroud, n. 1941)

## Bobbisti(4)
- Martin Annen, bobbista svizzero (Zugo, n. 1974)
- Martin Grothkopp, bobbista e ex velocista tedesco (Dresda, n. 1986)
- Martin Putze, ex bobbista tedesco (Apolda, n. 1985)
- Martin Schützenauer, ex bobbista e ex velocista austriaco (Vienna, n. 1962)

## Botanici(2)
- Martin Vahl, botanico e zoologo norvegese (Bergen, n. 1749 - Copenaghen, † 1804)
- Martin Heinrich Gustav Schwantes, botanico e archeologo tedesco (Bleckede, n. 1881 - Amburgo, † 1960)

## Canoisti(6)
- Martin Doktor, canoista ceco (Polička, n. 1974)
- Martin Dougoud, canoista svizzero (n. 1991)
- Martin Fuksa, canoista ceco (Nymburk, n. 1993)
- Martin Hollstein, canoista tedesco (Neubrandenburg, n. 1987)
- Martin Marinov, ex canoista bulgaro (n. 1967)
- Martin Srabotnik, canoista sloveno (Lubiana, n. 1995)

## Canottieri(6)
- Martin Cross, ex canottiere britannico (Londra, n. 1957)
- Martin Formanack, canottiere statunitense (Germania, n. 1866 - St. Louis, † 1947)
- Martin Sauer, canottiere tedesco (Wriezen, n. 1982)
- Martin Sinković, canottiere croato (Zagabria, n. 1989)
- Martin Stahnke, canottiere tedesco (Briesen, n. 1888 - Francoforte sul Meno, † 1969)
- Martin Winter, canottiere tedesco (Zerbst, n. 1955 - Magdeburgo, † 1988)

## Cantanti(4)
- Martin van Drunen, cantante e bassista olandese (Uden, n. 1966)
- Alex Aiono, cantante, produttore discografico e youtuber statunitense (Phoenix, n. 1996)
- Martin Rolinski, cantante svedese (n. 1982)
- Martin Stenmarck, cantante, attore e doppiatore svedese (Stoccolma, n. 1972)

## Cantautori(4)
- Martin Grech, cantautore britannico (Aylesbury, n. 1982)
- Martin Johnson, cantautore e produttore discografico statunitense (Andover, n. 1985)
- Bap Kennedy, cantautore britannico (Belfast, n. 1962 - Belfast, † 2016)
- Marty Robbins, cantautore, musicista e pilota automobilistico statunitense (Glendale, Arizona, n. 1925 - Nashville, Tennessee, † 1982)

## Cartografi(1)
- Martin Waldseemüller, cartografo e umanista tedesco (n. 1470 - † 1521)

## Cavalieri(2)
- Martín Cortés Malintzin, cavaliere spagnolo (Delegazione Coyoacán, n. 1523 - Madrid, † 1595)
- Martin Fuchs, cavaliere svizzero (Imperatriz, n. 1992)

## Cestisti(32)
- Martin Breunig, cestista tedesco (Leverkusen, n. 1992)
- Marty Byrnes, ex cestista statunitense (Syracuse, n. 1956)
- Martin Cattalini, ex cestista australiano (Fremantle, n. 1973)
- Martin Colussi, cestista italiano (Maniago, n. 1981 - Zoppola, † 2012)
- Marty Conlon, ex cestista statunitense (Bronx, n. 1968)
- Martin Dorbek, cestista estone (Tallinn, n. 1991)
- Martin Esajas, ex cestista olandese (Paramaribo, n. 1962)
- Tyler Haws, ex cestista statunitense (Alpine, n. 1991)
- Martin Hermannsson, cestista islandese (Reykjavík, n. 1994)
- Martin Ides, ex cestista e allenatore di pallacanestro ceco (Krmelín, n. 1980)
- Martin Junaković, cestista croato (Sebenico, n. 1994)
- Martin Jurtom, cestista estone (Tallinn, n. 1994)
- Martin Keane, ex cestista canadese (Kingston, n. 1969)
- Martin Kohlmaier, ex cestista austriaco (Villach, n. 1984)
- Martin Krampelj, cestista sloveno (Lubiana, n. 1995)
- Martin Kříž, cestista ceco (Pardubice, n. 1993)
- Martin Le Pellec, ex cestista francese (Roubaix, n. 1987)
- Martin Lewis, ex cestista statunitense (Liberal, n. 1975)
- Martin Mihajlović, ex cestista e allenatore di pallacanestro croato (Fiume, n. 1981)
- Martin Müürsepp, ex cestista e allenatore di pallacanestro estone (Tallinn, n. 1974)
- Martin Nessley, ex cestista statunitense (Columbus, n. 1965)
- Martin Paasoja, cestista estone (Kärdla, n. 1993)
- Martin Pahlmblad, cestista svedese (Lund, n. 1986)
- Marty Passaglia, cestista e allenatore di pallacanestro statunitense (Gate, n. 1919 - Capay, † 2004)
- Martin Peterka, cestista ceco (Pardubice, n. 1995)
- Martin Rajniak, ex cestista lussemburghese (Bratislava, n. 1978)
- Martin Rančík, ex cestista e allenatore di pallacanestro slovacco (Nitra, n. 1978)
- Marty Reiter, cestista statunitense (Pittsburgh, n. 1911 - Fort Lauderdale, † 1986)
- Marty Riley, ex cestista canadese (Winnipeg, n. 1955)
- Martin de Vries, ex cestista e dirigente sportivo olandese (Groninga, n. 1960)
- Al Wood, ex cestista statunitense (Gray, n. 1958)
- Martin Zeno, ex cestista statunitense (Sulphur, n. 1985)

## Chimici(4)
- Martin Fleischmann, chimico ceco (Karlovy Vary, n. 1927 - Tisbury, † 2012)
- Martin Karplus, chimico austriaco (Vienna, n. 1930 - Cambridge, † 2024)
- Martin Heinrich Klaproth, chimico tedesco (Wernigerode, n. 1743 - Berlino, † 1817)
- Martin André Rosanoff, chimico russo (Mykolaïv, n. 1874 - Pittsburgh, † 1951)

## Chirurghi(1)
- Martin Kirschner, chirurgo tedesco (Breslavia, n. 1879 - Heidelberg, † 1942)

## Chitarristi(9)
- Martin Axén, chitarrista svedese (Uråsa, n. 1973)
- Martin Barre, chitarrista, compositore e musicista britannico (Birmingham, n. 1946)
- Martin Carthy, chitarrista e cantante britannico (Hatfield, n. 1941)
- Marty Friedman, chitarrista e musicista statunitense (Washington, n. 1962)
- Martin Gore, chitarrista, tastierista e cantautore inglese (Dagenham, n. 1961)
- Martin Henriksson, chitarrista e bassista svedese (Svezia, n. 1974)
- Martin Jenner, chitarrista, polistrumentista e compositore britannico (Londra, n. 1948)
- Martin Scales, chitarrista e compositore tedesco (Garmisch-Partenkirchen, n. 1967)
- Martin Sweet, chitarrista, cantante e bassista svedese (Stoccolma, n. 1979)

## Ciclisti su strada(20)
- Martin Derganc, ex ciclista su strada e dirigente sportivo sloveno (Novo mesto, n. 1977)
- Martin Earley, ex ciclista su strada e mountain biker irlandese (Clonsilla, n. 1962)
- Martin Elmiger, ex ciclista su strada svizzero (Zugo, n. 1978)
- Martin Havik, ex ciclista su strada e pistard olandese (De Koog, n. 1955)
- Martin Hvastija, ex ciclista su strada sloveno (Lubiana, n. 1969)
- Martin Kohler, ex ciclista su strada svizzero (Walenstadt, n. 1985)
- Martin Laas, ciclista su strada estone (Tartu, n. 1993)
- Martin Marcellusi, ciclista su strada italiano (Roma, n. 2000)
- Martin Mareš, ex ciclista su strada ceco (Blansko, n. 1982)
- Martin Martínez, ciclista su strada spagnolo (Burgos, n. 1946 - Nevers, † 2012)
- Martin Mortensen, ex ciclista su strada danese (Herning, n. 1984)
- Martin Pedersen, ex ciclista su strada danese (Brøndby, n. 1983)
- Martin Reimer, ex ciclista su strada tedesco (Friburgo in Brisgovia, n. 1987)
- Martin Salmon, ex ciclista su strada tedesco (Germersheim, n. 1997)
- Martin Svrček, ciclista su strada slovacco (Nesluša, n. 2003)
- Martin Tjøtta, ciclista su strada norvegese (Oslo, n. 2001)
- Martin Toft Madsen, ciclista su strada danese (Hørsholm, n. 1985)
- Martin Urianstad, ciclista su strada norvegese (Stavanger, n. 1999)
- Martin Van Den Bossche, ex ciclista su strada belga (Hingene, n. 1941)
- Martin Velits, ex ciclista su strada slovacco (Bratislava, n. 1985)

## Collezionisti d'arte(1)
- Martin Bodmer, collezionista d'arte e filantropo svizzero (Zurigo, n. 1899 - † 1971)

## Combinatisti nordici(1)
- Martin Fritz, combinatista nordico austriaco (n. 1994)

## Comici(1)
- Marty Feldman, comico, attore e sceneggiatore britannico (Londra, n. 1934 - Città del Messico, † 1982)

## Compositori(10)
- Martin Agricola, compositore e teorico della musica tedesco (Schwiebus, n. 1486 - Magdeburgo, † 1556)
- Martin Bresnick, compositore statunitense (Bronx, n. 1946)
- Martin Böttcher, compositore, direttore d'orchestra e arrangiatore tedesco (Teplitz-Schönau, n. 1927 - Westerrönfeld, † 2019)
- Martin Galway, compositore nordirlandese (Belfast, n. 1966)
- Martin O'Donnell, compositore statunitense (Westchester, n. 1955)
- Martin Peerson, compositore e organista inglese (Londra, † 1650)
- Martin Phipps, compositore inglese (n. 1968)
- Martin Röder, compositore tedesco (Berlino, n. 1851 - Cambridge, † 1895)
- Mark Snow, compositore statunitense (New York, n. 1946 - Washington, † 2025)
- Martin Wegelius, compositore finlandese (Helsinki, n. 1846 - † 1906)

## Condottieri(1)
- Martin Schwartz, condottiero tedesco (Augsburg - East Stoke, † 1487)

## Conduttori radiofonici(1)
- Martin Klein, conduttore radiofonico italiano (Desenzano del Garda, n. 1970)

## Corsari(1)
- Martin Frobisher, corsaro inglese (Wakefield, n. 1535 - Plymouth, † 1594)

## Costumiste(1)
- Martin Pakledinaz, costumista statunitense (Sterling Heights, n. 1953 - Manhattan, † 2012)

## Criminali(1)
- Martin Krugman, criminale statunitense (n. 1919 - † 1979)

## Curatori editoriali(1)
- Martin H. Greenberg, curatore editoriale statunitense (South Beach, n. 1941 - Green Bay, † 2011)

## Designer(2)
- Martin Lambie-Nairn, designer inglese (Croydon, n. 1945 - Londra, † 2020)
- Martin Smith, designer britannico (Sheffield, n. 1949)

## Diplomatici(2)
- Martin Gosselin, diplomatico inglese (Hertford, n. 1847 - Lisbona, † 1905)
- Martin Luther, diplomatico e politico tedesco (Berlino, n. 1895 - Berlino, † 1945)

## Direttori d'orchestra(2)
- Martin Pearlman, direttore d'orchestra, clavicembalista e compositore statunitense (Chicago, n. 1945)
- Martin Turnovský, direttore d'orchestra ceco (Praga, n. 1928 - Vienna, † 2021)

## Dirigenti d'azienda(2)
- Martin J. Barrington, dirigente d'azienda statunitense (Albany, n. 1953)
- Martin Winterkorn, dirigente d'azienda e imprenditore tedesco (Leonberg, n. 1947)

## Dirigenti sportivi(4)
- Martin Lapointe, dirigente sportivo e ex hockeista su ghiaccio canadese (Ville Saint-Pierre, n. 1973)
- Martin Pringle, dirigente sportivo, allenatore di calcio e ex calciatore svedese (Göteborg, n. 1970)
- Martin Riška, dirigente sportivo e ex ciclista su strada slovacco (Žilina, n. 1975)
- Martin Schmidt, dirigente sportivo e allenatore di calcio svizzero (Naters, n. 1967)

## Disc jockey(4)
- Tchami, disc jockey e produttore discografico francese (Parigi, n. 1985)
- Martin Jensen, disc jockey e produttore discografico danese (Silkeborg, n. 1991)
- DJ Dean, disc-jockey tedesco (Amburgo, n. 1975)
- Martin Solveig, disc jockey, produttore discografico e cantante francese (Parigi, n. 1976)

## Discoboli(4)
- Martin Kupper, discobolo estone (n. 1989)
- Martin Marić, discobolo croato (Belgrado, n. 1984)
- Martin Sheridan, discobolo, pesista e lunghista statunitense (Bohola, n. 1881 - New York, † 1918)
- Martin Wierig, discobolo tedesco (Beckendorf-Neindorf, n. 1987)

## Drammaturghi(3)
- Martin Crimp, drammaturgo e traduttore britannico (Dartford, n. 1956)
- Martin McDonagh, commediografo, sceneggiatore e regista britannico (Londra, n. 1970)
- Martin Sherman, drammaturgo e sceneggiatore statunitense (Filadelfia, n. 1938)

## Ebanisti(1)
- Martin Carlin, ebanista francese (Friburgo in Brisgovia, n. 1730 - Parigi, † 1785)

## Ebraisti(1)
- Martin Noth, ebraista tedesco (Dresda, n. 1902 - Shivta, † 1968)

## Economisti(1)
- Martin Feldstein, economista statunitense (New York, n. 1939 - Boston, † 2019)

## Editori(4)
- Trygve Bratteli, editore e politico norvegese (Nøtterøy, n. 1910 - Oslo, † 1984)
- Martin Goodman, editore statunitense (Brooklyn, n. 1908 - Palm Beach, † 1992)
- Martin Secker, editore britannico (Londra, n. 1882 - Iver, † 1978)
- Martin Werhand, editore, scrittore e poeta tedesco (Neuwied, n. 1968)

## Educatori(1)
- Martin Dougiamas, educatore e informatico australiano (n. 1969)

## Fantini(1)
- Martin Ballesteros, fantino argentino (Buenos Aires, n. 1966)

## Filologi(2)
- Martin Hertz, filologo classico tedesco (Amburgo, n. 1818 - Breslavia, † 1895)
- Martin Litchfield West, filologo classico e grecista britannico (Londra, n. 1937 - Oxford, † 2015)

## Filosofi(3)
- Martin Buber, filosofo, teologo e pedagogista austriaco (Vienna, n. 1878 - Gerusalemme, † 1965)
- Martin Heidegger, filosofo tedesco (Meßkirch, n. 1889 - Friburgo in Brisgovia, † 1976)
- Martin Knutzen, filosofo tedesco (Königsberg, n. 1713 - Königsberg, † 1751)

## Fisici(6)
- Leo Arons, fisico e politico tedesco (Berlino, n. 1860 - † 1919)
- Martin A. Couney, fisico statunitense (Alsazia, n. 1870 - New York, † 1950)
- Martin Deutsch, fisico austriaco (Vienna, n. 1917 - Cambridge, † 2002)
- Martin Knudsen, fisico danese (Hasmark, n. 1871 - Copenaghen, † 1949)
- Martin David Kruskal, fisico e matematico statunitense (New York, n. 1925 - Princeton, † 2006)
- Martin Lewis Perl, fisico statunitense (New York, n. 1927 - Palo Alto, † 2014)

## Fondisti(12)
- Martin Bajčičák, fondista e ex fondista di corsa in montagna slovacco (Dolný Kubín, n. 1976)
- Martin Hole, fondista norvegese (Hol, n. 1959 - Hol, † 2024)
- Martin Jakš, ex fondista ceco (Plzeň, n. 1986)
- Martin Koukal, ex fondista ceco (Nové Město na Moravě, n. 1978)
- Martin Larsson, ex fondista svedese (n. 1979)
- Martin Matsbo, fondista e sciatore di pattuglia militare svedese (Hedemora, n. 1911 - Södertälje, † 2002)
- Martin Møller, fondista danese (Næstved, n. 1980)
- Martin Løwstrøm Nyenget, fondista norvegese (n. 1992)
- Martin Petrásek, ex fondista ceco (Ostrov, n. 1966)
- Martin Stokken, fondista e mezzofondista norvegese (Snillfjord, n. 1923 - Trondheim, † 1984)
- Martin Johnsrud Sundby, ex fondista norvegese (Oslo, n. 1984)
- Martin Tauber, ex fondista austriaco (Innsbruck, n. 1976)

## Fondisti di corsa in montagna‎(1)
- Martin Dematteis, fondista di corsa in montagna italiano (Sampeyre, n. 1986)

## Fotografi(1)
- Martin Munkácsi, fotografo ungherese (Cluj-Napoca, n. 1896 - New York, † 1963)

## Fotoreporter(1)
- Martin Parr, fotoreporter britannico (Epsom, n. 1952)

## Fumettisti(2)
- Martin Kellerman, fumettista svedese (Växjö, n. 1973)
- Martin Veyron, fumettista francese (Dax, n. 1950)

## Generali(7)
- Martin Dzúr, generale e politico cecoslovacco (Ploštín, n. 1919 - Praga, † 1985)
- Martin Gareis, generale tedesco (Buch, n. 1891 - Kreuth, † 1976)
- Martin Grase, generale tedesco (Schlochau, n. 1891 - Friburgo in Brisgovia, † 1963)
- Martin Kohlroser, generale tedesco (Monaco di Baviera, n. 1905 - Monaco di Baviera, † 1967)
- Martín de Mujica y Buitrón, generale spagnolo (Villafranca - Santiago del Cile, † 1649)
- Martin Unrein, generale tedesco (Weimar, n. 1901 - Monaco di Baviera, † 1972)
- Martin Vignolle, generale e politico francese (Marsillargues, n. 1763 - Parigi, † 1824)

## Geologi(1)
- Martin J. S. Rudwick, geologo e storico britannico (n. 1932)

## Ginnasti(1)
- Martin Ludwig, ginnasta e multiplista statunitense (Magonza, n. 1867 - Baltimora, † 1931)

## Giocatori di beach volley(1)
- Martin Laciga, giocatore di beach volley svizzero (Aarberg, n. 1975 - † 2023)

## Giocatori di calcio a 5(3)
- Martin Calvert, giocatore di calcio a 5 australiano (n. 1975)
- Martin Christiansen, giocatore di calcio a 5 e calciatore norvegese (Sandefjord, n. 1988)
- Martin Svendsen, giocatore di calcio a 5 e calciatore norvegese (n. 1989)

## Giocatori di curling(1)
- Martin Rios, giocatore di curling svizzero (Glarona, n. 1981)

## Giocatori di football americano(9)
- Martin Danler, giocatore di football americano austriaco
- Marty Domres, ex giocatore di football americano e economista statunitense (Ithaca, n. 1947)
- Martin Hanselmann, ex giocatore di football americano e allenatore di football americano tedesco (Rothenburg ob der Tauber, n. 1963)
- Marty Lyons, ex giocatore di football americano statunitense (Takoma Park, n. 1957)
- Martin Mandík, giocatore di football americano ceco (n. 2000)
- Martin Emerson, giocatore di football americano statunitense (Pensacola, n. 2000)
- Martin Pinter, giocatore di football americano francese (Saint-Germain-en-Laye, n. 1997)
- Marty Schottenheimer, giocatore di football americano e allenatore di football americano statunitense (Canonsburg, n. 1943 - Charlotte, † 2021)
- Martin Šindler, giocatore di football americano ceco (n. 1980)

## Giocatori di poker(1)
- Martin Jacobson, giocatore di poker svedese (n. 1987)

## Giocatori di snooker(2)
- Martin Gould, giocatore di snooker inglese (Pinner, n. 1981)
- Martin O'Donnell, giocatore di snooker inglese (Harrow, n. 1986)

## Giornalisti(5)
- Martin Bashir, giornalista britannico (Londra, n. 1963)
- Martin Bell, giornalista, ex politico e funzionario britannico (Redisham, n. 1938)
- Martin Baron, giornalista statunitense (Tampa, n. 1954)
- Martin Popoff, giornalista, scrittore e critico musicale canadese (Castlegar, n. 1963)
- Martin Weise, giornalista tedesco (Torgau, n. 1903 - Brandeburgo sulla Havel, † 1943)

## Giuristi(3)
- Martin Chemnitz, giurista e avvocato tedesco (Braunschweig, n. 1561 - Schleswig, † 1627)
- Martin Hübner, giurista danese (n. 1724 - † 1795)
- Martin Siebenbürger, giurista e politico austriaco (Hermannstadt - Wiener Neustadt, † 1522)

## Golfisti(1)
- Martin Kaymer, golfista tedesco (Düsseldorf, n. 1984)

## Grecisti(1)
- Martin Bernal, grecista e storico britannico (Hampstead, n. 1937 - † 2013)

## Hockeisti su ghiaccio(27)
- Martin Biron, ex hockeista su ghiaccio canadese (Lac-Saint-Charles, n. 1977)
- Martin Brodeur, ex hockeista su ghiaccio|Attività2=dirigente sportivo canadese (Montréal, n. 1972)
- Martin Crepaz, ex hockeista su ghiaccio italiano (Brunico, n. 1965)
- Martin Erat, ex hockeista su ghiaccio ceco (Třebíč, n. 1981)
- Martin Gendron, hockeista su ghiaccio canadese (Valleyfield, n. 1974)
- Martin Gerber, ex hockeista su ghiaccio svizzero (Burgdorf, n. 1974)
- Martin Havlát, ex hockeista su ghiaccio ceco (Mladá Boleslav, n. 1981)
- Martin Helfer, ex hockeista su ghiaccio italiano (Brunico, n. 1977)
- Martin Jones, hockeista su ghiaccio canadese (North Vancouver, n. 1990)
- Martin Kariya, hockeista su ghiaccio canadese (Vancouver, n. 1981)
- Martin Lundberg, hockeista su ghiaccio svedese (Skellefteå, n. 1990)
- Martin Marinčin, hockeista su ghiaccio slovacco (Košice, n. 1992)
- Martin Pavlu, ex hockeista su ghiaccio, allenatore di hockey su ghiaccio e telecronista sportivo italiano (Plzeň, n. 1962)
- Martin Plüss, ex hockeista su ghiaccio svizzero (Bülach, n. 1977)
- Martin Procházka, ex hockeista su ghiaccio ceco (Slaný, n. 1972)
- Martin Rizzi, ex hockeista su ghiaccio italiano (Bolzano, n. 1979)
- Martin Ručinský, ex hockeista su ghiaccio ceco (Most, n. 1971)
- Martin Schröttle, hockeista su ghiaccio tedesco (Monaco di Baviera, n. 1901 - Monaco di Baviera, † 1972)
- Martin Sonnenberg, ex hockeista su ghiaccio canadese (Wetaskiwin, n. 1978)
- Martin St. Louis, ex hockeista su ghiaccio canadese (Laval, n. 1975)
- Martin Straka, ex hockeista su ghiaccio e dirigente sportivo ceco (Plzeň, n. 1972)
- Martin Thörnberg, ex hockeista su ghiaccio svedese (Jönköping, n. 1983)
- Martin Tůma, ex hockeista su ghiaccio ceco (Most, n. 1985)
- Martin Uhnák, ex hockeista su ghiaccio slovacco (Nitra, n. 1990)
- Martin Wilde, ex hockeista su ghiaccio svedese (Linköping, n. 1977)
- Martin Škoula, ex hockeista su ghiaccio ceco (Litoměřice, n. 1979)
- Martin Štrbák, ex hockeista su ghiaccio slovacco (Prešov, n. 1975)

## Hockeisti su prato(1)
- Martin Häner, hockeista su prato tedesco (Berlino, n. 1988)

## Imprenditori(6)
- Martin Birrane, imprenditore irlandese (Ballina, n. 1935 - † 2018)
- Martin Bouygues, imprenditore francese (Suresnes, n. 1952)
- Martin Brimmer, imprenditore e politico statunitense|PostNazionalità = , nono sindaco di Boston e membro della Camera dei rappresentanti del Massachusetts (Roxbury, n. 1793 - † 1847)
- Martin Rapaport, imprenditore belga (n. 1952)
- Martin Shkreli, imprenditore e truffatore statunitense (Brooklyn, n. 1983)
- Martin Whitmarsh, imprenditore e dirigente sportivo inglese (n. 1958)

## Incisori(1)
- Martin Droeshout, incisore inglese (Londra, n. 1601 - Manchester, † 1650)

## Informatici(5)
- Martin Fowler, informatico e ingegnere britannico (Walsall, n. 1963)
- Martin Hellman, informatico e crittografo statunitense (New York, n. 1945)
- Martin Michlmayr, informatico austriaco
- Martin Odersky, informatico tedesco (n. 1958)
- Martin Richards, informatico britannico (n. 1940)

## Ingegneri(3)
- Martin Eberhard, ingegnere e dirigente d'azienda statunitense (Berkeley, n. 1960)
- Martin Kaltschmitt, ingegnere tedesco (Heidelberg, n. 1961)
- Martin Vetterli, ingegnere svizzero (Soletta, n. 1957)

## Insegnanti(1)
- Martin Čulen, insegnante, patriota e presbitero slovacco (Brodské, n. 1823 - Čaka, † 1894)

## Inventori(1)
- Martin Cooper, inventore e imprenditore statunitense (Chicago, n. 1928)

## Linguisti(1)
- Martin Hattala, linguista, pedagogo e teologo slovacco (Trstená, n. 1821 - Praga, † 1903)

## Lottatori(4)
- Martin Klein, lottatore estone (Tarvastu, n. 1884 - Tarvastu, † 1947)
- Martin Knosp, ex lottatore tedesco (Renchen, n. 1959)
- Martti Nieminen, lottatore finlandese (Salo, n. 1891 - Helsinki, † 1941)
- Martin Obst, lottatore tedesco (Berlino, n. 1986)

## Maratoneti(2)
- Martin Lel, maratoneta keniota (Kapsabet, n. 1978)
- Martin Olesen, maratoneta danese (n. 1995)

## Matematici(7)
- Martin Aigner, matematico austriaco (Linz, n. 1942 - Berlino, † 2023)
- Martin Davis, matematico statunitense (New York, n. 1928 - Berkeley, † 2023)
- Martin Gardner, matematico, illusionista e divulgatore scientifico statunitense (Tulsa, n. 1914 - Norman, † 2010)
- Martin Hairer, matematico austriaco (n. 1975)
- Martin Wilhelm Kutta, matematico tedesco (Byczyna, n. 1867 - Fürstenfeldbruck, † 1944)
- Martin Löb, matematico e logico tedesco (Berlino, n. 1921 - Drenthe, † 2006)
- Martin Ohm, matematico tedesco (Erlangen, n. 1792 - Berlino, † 1872)

## Medici(5)
- Martin Flack, medico e fisiologo inglese (n. 1882 - † 1932)
- Martin Lichtenstein, medico, esploratore e zoologo tedesco (Amburgo, n. 1780 - Kiel, † 1857)
- Martin Lister, medico, naturalista e geologo inglese (Radclive - Epson, † 1712)
- Martin Heinrich Rathke, medico tedesco (Danzica, n. 1793 - Königsberg, † 1860)
- Martin Schurig, medico tedesco (n. 1656 - † 1733)

## Mezzofondisti(3)
- Martin Kiprotich, mezzofondista ugandese (n. 2003)
- Marty Liquori, ex mezzofondista statunitense (Montclair, n. 1949)
- Martin Mathathi, mezzofondista e maratoneta keniota (Nyahururu, n. 1985)

## Microbiologi(1)
- Martin Henry Dawson, microbiologo canadese (Truro, n. 1896 - Truro, † 1945)

## Militari(13)
- Martin Charteris, barone Charteris di Amisfield, ufficiale scozzese (Londra, n. 1913 - Cheltenham, † 1999)
- Martin Eugen Ekström, militare e politico svedese (Gålsbo, n. 1887 - Helsinki, † 1954)
- Martin Garzez, militare spagnolo (Aragona, n. 1526 - † 1601)
- Martin Groß, militare tedesco (Francoforte sul Meno, n. 1911 - † 1984)
- Martin Hellinger, militare e dentista tedesco (Pirna, n. 1904 - Amburgo, † 1988)
- Martin Gilliat, ufficiale inglese (n. 1913 - † 1993)
- Martin James Monti, militare statunitense (Saint Louis, n. 1921 - Fort Lauderdale, † 2000)
- Martin Möbus, militare e aviatore tedesco (Zeisdorf, n. 1917 - Pori, † 1944)
- Martin de Redin, militare spagnolo (Pamplona, n. 1590 - La Valletta, † 1660)
- Martin Roth, militare tedesco (Bidingen, n. 1914 - Seeg, † 2003)
- Martin Gottfried Weiß, militare tedesco (Weiden in der Oberpfalz, n. 1905 - Dachau, † 1946)
- Martin Weiss, militare tedesco (Karlsruhe, n. 1903 - Karlsruhe, † 1984)
- Martin du Bellay, militare e storico francese (n. 1495 - Glatigny, † 1559)

## Missionari(1)
- Martin Laliberté, missionario e vescovo cattolico canadese (Québec, n. 1964)

## Monaci cristiani(1)
- Martin Bouquet, monaco cristiano, storico e filologo francese (Amiens, n. 1685 - Parigi, † 1754)

## Montatori(1)
- Martin Walsh, montatore britannico (Manchester, n. 1955)

## Multiplisti(1)
- Martin Roe, multiplista norvegese (Bergen, n. 1992)

## Musicisti(5)
- Martin Glover, musicista e produttore discografico britannico (Farnworth, n. 1960)
- Martin McCarrick, musicista britannico (Luton, n. 1962)
- Martin Molin, musicista e vibrafonista svedese (Karlstad, n. 1983)
- Martin Rev, musicista statunitense (New York, n. 1947)
- Martin Vučić, musicista e cantante macedone (Skopje, n. 1982)

## Musicologi(1)
- Gustav Nottebohm, musicologo, compositore e pianista tedesco (Lüdenscheid, n. 1817 - Graz, † 1882)

## Navigatori(1)
- Martin Behaim, navigatore, cartografo e astronomo tedesco (Norimberga, n. 1459 - Lisbona, † 1507)

## Numismatici(1)
- Martin Jessop Price, numismatico e antiquario britannico (Londra, n. 1939 - Londra, † 1995)

## Nuotatori(5)
- Martin Espernberger, nuotatore austriaco (Linz, n. 2003)
- Martín López-Zubero, ex nuotatore spagnolo (Jacksonville, n. 1969)
- Martin Maljutin, nuotatore russo (Omsk, n. 1999)
- Martin van der Spoel, ex nuotatore olandese (Ermelo, n. 1971)
- Martin Strel, nuotatore sloveno (Mokronog, n. 1954)

## Organisti(1)
- Martin Jean, organista e docente statunitense (n. 1960)

## Orientalisti(3)
- Martin Hartmann, orientalista tedesco (Breslavia, n. 1851 - Berlino, † 1918)
- Martin Haug, orientalista tedesco (Ostdorf, n. 1827 - Bad Ragaz, † 1876)
- Martin Lings, orientalista britannico (Burnage, n. 1909 - Westerham, † 2005)

## Ornitologi(1)
- Theodor von Heuglin, ornitologo e esploratore tedesco (Ditzingen, n. 1824 - Stoccarda, † 1876)

## Ostacolisti(2)
- Martin Hawkins, ostacolista statunitense (Svezia, n. 1888 - Portland, † 1959)
- Martin Lauer, ostacolista, multiplista e velocista tedesco (Colonia, n. 1937 - Lauf an der Pegnitz, † 2019)

## Pallamanisti(2)
- Martin Sonnerer, ex pallamanista italiano (Bressanone, n. 1992)
- Martin Strobel, ex pallamanista tedesco (Rottweil, n. 1986)

## Pallavolisti(5)
- Nicolás Bruno, pallavolista argentino (Avellaneda, n. 1989)
- Martin Chevalier, pallavolista ceco (Brno, n. 2000)
- Martin Kryštof, pallavolista ceco (Velké Meziříčí, n. 1982)
- Martin Lébl, ex pallavolista ceco (Praga, n. 1980)
- Martin Nemec, ex pallavolista slovacco (Bratislava, n. 1984)

## Pastori protestanti(1)
- Martin Ssempa, pastore protestante ugandese (Naluzaale, n. 1968)

## Pattinatori artistici su ghiaccio(2)
- Martin Gordan, pattinatore artistico su ghiaccio tedesco (n. 1876 - † 1962)
- Martin Stixrud, pattinatore artistico su ghiaccio norvegese (Oslo, n. 1876 - Oslo, † 1964)

## Pentatleti(2)
- Martin Dvořák, pentatleta ceco (n. 1981)
- Martin Vlach, pentatleta ceco (Praga, n. 1997)

## Pesisti(1)
- Martin Stašek, pesista ceco (Zlín, n. 1989)

## Pianisti(3)
- Martin Berkofsky, pianista statunitense (Washington, n. 1943 - Casanova, Virginia, † 2013)
- Martin Denny, pianista e compositore statunitense (New York, n. 1911 - Hawaii Kai, † 2005)
- Martin Krause, pianista e critico musicale tedesco (Lobstädt, n. 1853 - Plattling, † 1918)

## Piloti automobilistici(3)
- Martin Brundle, ex pilota automobilistico e commentatore televisivo britannico (King's Lynn, n. 1959)
- Martin Tomczyk, pilota automobilistico tedesco (Rosenheim, n. 1981)
- Martin Truex Jr., pilota automobilistico statunitense (Mayetta, n. 1980)

## Piloti di rally(3)
- Martin Järveoja, copilota di rally e ex judoka estone (Elva, n. 1987)
- Martin Macík Jr., pilota di rally ceco (Benešov, n. 1989)
- Martin Prokop, pilota di rally ceco (Jihlava, n. 1982)

## Piloti motociclistici(2)
- Martin Bauer, pilota motociclistico austriaco (Mödling, n. 1975)
- Martin Wimmer, pilota motociclistico tedesco (Monaco di Baviera, n. 1957)

## Pistard(2)
- Martin Penc, ex pistard ceco (Praga, n. 1957)
- Martin Čechman, pistard ceco (Ostrov, n. 1998)

## Pittori(18)
- Martin Aagaard, pittore norvegese (Levanger, n. 1863 - Oslo, † 1913)
- Martin Benka, pittore e illustratore slovacco (Kostolište, n. 1888 - Malacky, † 1971)
- Martin Disler, pittore, scultore e poeta svizzero (Seewen, n. 1949 - Ginevra, † 1996)
- Martin Disteli, pittore e vignettista svizzero (Olten, n. 1802 - Soletta, † 1844)
- Martin Faber, pittore e architetto tedesco (Emden - Emden, † 1648)
- Martin Johnson Heade, pittore statunitense (Lumberville, n. 1819 - St. Augustine, † 1904)
- Martin Knoller, pittore e docente austriaco (Steinach am Brenner, n. 1725 - Milano, † 1804)
- Martin Maingaud, pittore francese
- Hans Mair, pittore e incisore tedesco (Frisinga)
- Martin von Molitor, pittore austriaco (Vienna, n. 1759 - Vienna, † 1812)
- Martin Ferdinand Quadal, pittore, incisore e docente austriaco (Mohelnice, n. 1736 - San Pietroburgo, † 1811)
- Martin Ryckaert, pittore fiammingo (Anversa, n. 1587 - Anversa, † 1632)
- Martin Schaffner, pittore e incisore tedesco (Ulma)
- Martin Johann Schmidt, pittore austriaco (Grafenwörth, n. 1718 - Krems an der Donau, † 1801)
- Martin Schongauer, pittore e incisore tedesco (Colmar - Breisach am Rhein, † 1491)
- Martin Archer Shee, pittore e scrittore irlandese (Dublino, n. 1769 - † 1850)
- Martin van Meytens, pittore svedese (Stoccolma, n. 1695 - Vienna, † 1770)
- Martin Åberg, pittore svedese (Ljusnarsberg, n. 1888 - Stoccolma, † 1946)

## Poeti(5)
- Martin Greif, poeta e scrittore tedesco (Spira, n. 1839 - Kufstein, † 1911)
- Martin le Franc, poeta francese († 1461)
- Martin Opitz, poeta e scrittore tedesco (Bolesławiec, n. 1597 - Danzica, † 1639)
- Martin Piaggio, poeta italiano (Genova, n. 1774 - Genova, † 1843)
- Martin Seymour-Smith, poeta, critico letterario e scrittore britannico (Londra, n. 1928 - Bexhill-on-Sea, † 1998)

## Politici(26)
- Martin Bangemann, politico tedesco (Wanzleben, n. 1934 - † 2022)
- Martin Bormann, politico, generale e criminale di guerra tedesco (Halberstadt, n. 1900 - Berlino, † 1945)
- Martin Bäumle, politico svizzero (Thalwil, n. 1964)
- Martin Michel Charles Gaudin, politico francese (Saint-Denis, n. 1756 - Gennevilliers, † 1841)
- Martin Glváč, politico slovacco (Bratislava, n. 1967)
- Martin Heinrich, politico statunitense (Fallon, n. 1971)
- Martin Helme, politico estone (Tallinn, n. 1976)
- Martin Hojsík, politico slovacco (Bratislava, n. 1977)
- Martin Horwood, politico britannico (Cheltenham, n. 1962)
- Martin Lee, politico hongkonghese (Hong Kong, n. 1938)
- Martin Löpelmann, politico e filologo tedesco (Berlino, n. 1891 - Berlino, † 1981)
- Martin McGuinness, politico nordirlandese (Derry, n. 1950 - Belfast, † 2017)
- Josef Munzinger, politico svizzero (Olten, n. 1791 - Berna, † 1855)
- Martin O'Malley, politico e avvocato statunitense (Washington, n. 1963)
- Martin Pado, politico slovacco (Michalovce, n. 1959)
- Martin Pfister, politico svizzero (Zugo, n. 1963)
- Marty Russo, politico statunitense (Chicago, n. 1944)
- Martin Ruzé de Beaulieu, politico francese (Tours, n. 1526 - Parigi, † 1613)
- Martin Olav Sabo, politico statunitense (Crosby, n. 1938 - Minneapolis, † 2016)
- Martin Schiele, politico tedesco (Lüderitz, n. 1870 - Zislow, † 1939)
- Martin Schirdewan, politico tedesco (Berlino Est, n. 1975)
- Martin J. Schreiber, politico statunitense (Milwaukee, n. 1939)
- Martin Sonneborn, politico e giornalista tedesco (Gottinga, n. 1965)
- Martin Van Buren, politico statunitense (Kinderhook, n. 1782 - Kinderhook, † 1862)
- Marty Walsh, politico statunitense (Boston, n. 1967)
- Martin Ziguélé, politico centrafricano (Bangui, n. 1957)

## Politologi(1)
- Martin Wight, politologo e storico britannico (Brighton, n. 1913 - Speldhurst, † 1972)

## Presbiteri(1)
- Martin Kollár, presbitero, giornalista e politico slovacco (Čáry, n. 1853 - Trstín, † 1919)

## Procuratori sportivi(1)
- Martin Petráš, procuratore sportivo e ex calciatore slovacco (Bojnice, n. 1979)

## Produttori cinematografici(3)
- Martin Lehwald, produttore cinematografico tedesco
- Martin Poll, produttore cinematografico e produttore televisivo statunitense (New York, n. 1922 - New York, † 2012)
- Martin Richards, produttore cinematografico statunitense (New York, n. 1932 - New York, † 2012)

## Produttori discografici(4)
- Martin Birch, produttore discografico britannico (Woking, n. 1948 - † 2020)
- Martin Kierszenbaum, produttore discografico e paroliere statunitense (n. 1967)
- Max Martin, produttore discografico, compositore e manager svedese (Stoccolma, n. 1971)
- Martin Terefe, produttore discografico e musicista svedese (Stoccolma, n. 1969)

## Produttori televisivi(1)
- Marty Adelstein, produttore televisivo e produttore cinematografico statunitense (n. 1959)

## Psicologi(2)
- Martin Hoffman, psicologo statunitense (Bayonne, n. 1924 - Santa Barbara, † 2022)
- Martin E. P. Seligman, psicologo e saggista statunitense (New York, n. 1942)

## Pugili(2)
- Martin Bakole, pugile della Repubblica Democratica del Congo (Kananga, n. 1993)
- Martin Ndongo-Ebanga, pugile camerunese (Yaoundé, n. 1966 - Yaoundé, † 2024)

## Rapper(1)
- Don Martin, rapper norvegese (Oslo, n. 1978)

## Registi(15)
- Martin Bourboulon, regista francese (n. 1979)
- Martin Brest, regista, sceneggiatore e produttore cinematografico statunitense (New York, n. 1951)
- Martin Campbell, regista neozelandese (Hastings, n. 1943)
- Martin Charnin, regista e paroliere statunitense (New York, n. 1934 - White Plains, † 2019)
- Martin Davidson, regista e sceneggiatore statunitense (Brooklyn, n. 1939)
- Martin Frič, regista ceco (Praga, n. 1902 - Praga, † 1968)
- Martin Hawie, regista e sceneggiatore peruviano (Lima, n. 1975)
- Martin Koolhoven, regista e sceneggiatore olandese (L'Aia, n. 1969)
- Martin Provost, regista e sceneggiatore francese (Brest, n. 1957)
- Martin Ritt, regista, produttore cinematografico e commediografo statunitense (New York, n. 1914 - Santa Monica, † 1990)
- Martin Scorsese, regista, produttore cinematografico e sceneggiatore statunitense (New York, n. 1942)
- Martin Weisz, regista tedesco (Berlino, n. 1966)
- Martin Wood, regista canadese
- Martin Zandvliet, regista e sceneggiatore danese (Fredericia, n. 1971)
- Martin Ťapák, regista, attore e ballerino slovacco (Liesek, n. 1926 - Bratislava, † 2015)

## Religiosi(2)
- Martin Dibelius, religioso e insegnante tedesco (Dresda, n. 1883 - Heidelberg, † 1947)
- Martin de Funes, religioso spagnolo (Valladolid, n. 1560 - Colle di Val d'Elsa, † 1611)

## Rivoluzionari(1)
- Martin Hurson, rivoluzionario irlandese (Cappagh, n. 1956 - Long Kesh, † 1981)

## Rugbisti a 15(8)
- Martin Bayfield, ex rugbista a 15, giornalista e conduttore televisivo britannico (Bedford, n. 1966)
- Martin Corry, ex rugbista a 15 britannico (Birmingham, n. 1973)
- Martin Green, rugbista a 15 e allenatore di rugby a 15 britannico (Solihull, n. 1945)
- Marty Holah, ex rugbista a 15 neozelandese (Hamilton, n. 1976)
- Martin Jágr, ex rugbista a 15 ceco (Praga, n. 1979)
- Martin Johnson, rugbista a 15 e allenatore di rugby a 15 inglese (Solihull, n. 1970)
- Martin Page-Relo, rugbista a 15 italiano (L’Isle-Jourdain, n. 1999)
- Marty Roebuck, ex rugbista a 15 australiano (Lithgow, n. 1965)

## Saltatori con gli sci(7)
- Martin Hamann, saltatore con gli sci tedesco (n. 1997)
- Martin Höllwarth, ex saltatore con gli sci austriaco (Schwaz, n. 1974)
- Martin Koch, ex saltatore con gli sci austriaco (Villaco, n. 1982)
- Martin Schmitt, ex saltatore con gli sci tedesco (Villingen-Schwenningen, n. 1978)
- Martin Švagerko, ex saltatore con gli sci slovacco (Banská Bystrica, n. 1967)
- Martin Trunz, ex saltatore con gli sci svizzero (n. 1970)
- Martin Weber, ex saltatore con gli sci tedesco orientale (Pappenheim, n. 1954)

## Scenografi(2)
- Martin Childs, scenografo britannico (Bedford, n. 1954)
- Martin Obzina, scenografo statunitense (Chicago, n. 1905 - New York, † 1979)

## Schermidori(5)
- Martin Davis, schermidore statunitense (St. Louis, n. 1937 - Zelanda, † 2022)
- Martin Holt, schermidore britannico (Londra, n. 1881 - Bognor Regis, † 1956)
- Martin Lang, ex schermidore statunitense (Jersey City, n. 1949)
- Martin Rubeš, schermidore ceco (n. 1996)
- Martin Schmitt, schermidore tedesco (n. 1981)

## Sciatori alpini(13)
- Martin Bell, ex sciatore alpino britannico (Akrotiri, n. 1964)
- Martin Bischof, ex sciatore alpino austriaco (n. 1991)
- Martin Brandlhuber, ex sciatore alpino e sciatore freestyle tedesco (n. 1978)
- Martin Burger, ex sciatore alpino austriaco (n. 1939)
- Martin Fiala, ex sciatore alpino e sciatore freestyle tedesco (Praga, n. 1968)
- Martin Hangl, ex sciatore alpino svizzero (Samnaun, n. 1962)
- Martin Knöri, ex sciatore alpino svizzero (n. 1966)
- Martin Kraus, ex sciatore alpino tedesco (n. 1980)
- Martin Stocker, ex sciatore alpino austriaco (n. 1979)
- Martin Stricker, ex sciatore alpino svizzero (n. 1991)
- Martin Tichý, ex sciatore alpino ceco (n. 1973)
- Martin Vráblík, ex sciatore alpino ceco (Vsetín, n. 1982)
- Martin Čater, sciatore alpino sloveno (Celje, n. 1992)

## Sciatori nordici(1)
- Martin Fourcade, ex sciatore nordico francese (Céret, n. 1988)

## Scrittori(28)
- Martin Amis, scrittore, saggista e sceneggiatore britannico (Oxford, n. 1949 - Lake Worth, † 2023)
- Martin Baltscheit, scrittore e illustratore tedesco (Düsseldorf, n. 1965)
- Martin Booth, scrittore e poeta britannico (Ribchester, n. 1944 - Stoodleigh, † 2004)
- Martin Boyd, scrittore australiano (Lucerna, n. 1893 - Roma, † 1972)
- Fredrik Böök, scrittore svedese (Kristianstad, n. 1883 - Copenaghen, † 1961)
- Martin Caidin, scrittore e sceneggiatore statunitense (New York, n. 1927 - Tallahassee, † 1997)
- Martin Clark, scrittore e storico britannico (Worthing, n. 1938 - Edimburgo, † 2017)
- Martin Edwards, scrittore britannico (Knutsford, n. 1955)
- Martin Esslin, scrittore, traduttore e giornalista ungherese (Budapest, n. 1918 - Londra, † 2002)
- Martin Flavin, scrittore e drammaturgo statunitense (San Francisco, n. 1883 - Carmel-by-the-Sea, † 1967)
- Martin Hamaliar, scrittore e pastore protestante slovacco (Bátovce, n. 1750 - Szarvas, † 1812)
- Martin Hamaliar, scrittore e pastore protestante slovacco (Veľký Krtíš, n. 1783 - Kovačica, † 1835)
- Martin Hansen, scrittore danese (Strøby, n. 1909 - Copenaghen, † 1955)
- Martin Hocke, scrittore inglese (Colonia, n. 1938 - Warwick, † 2005)
- Martin Jankowski, scrittore tedesco (Greifswald, n. 1965)
- Martin Kukučín, scrittore slovacco (Jasenová, n. 1860 - Pakrac, † 1928)
- Martin Lindstrøm, scrittore danese (Danimarca, n. 1970)
- Martin MacInnes, scrittore scozzese (Inverness, n. 1983)
- Martin Millar, scrittore scozzese (Glasgow, n. 1956)
- Martin Mosebach, scrittore e sceneggiatore tedesco (Francoforte sul Meno, n. 1951)
- Martin Andersen Nexø, scrittore danese (Copenaghen, n. 1869 - Dresda, † 1954)
- Martin Pollack, scrittore e giornalista austriaco (Bad Hall, n. 1944 - Vienna, † 2025)
- Martin Cruz Smith, scrittore e giornalista statunitense (Reading, n. 1942 - San Rafael, † 2025)
- Martin Suter, scrittore svizzero (Zurigo, n. 1948)
- Martin Walker, scrittore e giornalista scozzese (Scozia, n. 1947)
- Martin Walser, scrittore tedesco (Wasserburg, n. 1927 - Überlingen, † 2023)
- Martin Wickramasinghe, scrittore cingalese (Koggala, n. 1890 - Colombo, † 1976)
- Martin Zeiler, scrittore tedesco (Ranten, n. 1589 - Ulma, † 1661)

## Scultori(1)
- Martin Vinazer, scultore austriaco (Ortisei, n. 1674 - Ortisei, † 1744)

## Skeletonisti(1)
- Martin Rettl, ex skeletonista austriaco (n. 1973)

## Slittinisti(1)
- Martin Psenner, ex slittinista italiano (Fiè allo Sciliar, n. 1976)

## Snowboarder(1)
- Martin Nörl, snowboarder tedesco (Landshut, n. 1993)

## Sociologi(1)
- Martin van Bruinessen, sociologo, antropologo e orientalista olandese (Schoonhoven, n. 1946)

## Sollevatori(1)
- Martin Zawieja, ex sollevatore tedesco occidentale (Dortmund, n. 1963)

## Statistici(1)
- Martin Schumacher, statistico tedesco (Dortmund, n. 1950)

## Stilisti(1)
- Martin Margiela, stilista belga (Genk, n. 1957)

## Storici(9)
- Martin Broszat, storico tedesco (Lipsia, n. 1926 - Monaco di Baviera, † 1989)
- Martin van Creveld, storico israeliano (Rotterdam, n. 1946)
- Martin Gilbert, storico inglese (Londra, n. 1936 - Londra, † 2015)
- Martin Grabmann, storico tedesco (Winterzhofen, n. 1875 - Eichstätt, † 1949)
- Martin Hinds, storico britannico (Penarth, n. 1941 - Cambridge, † 1988)
- Martin Lintzel, storico tedesco (Magdeburgo, n. 1901 - Halle, † 1955)
- Martin Ostwald, storico tedesco (Dortmund, n. 1922 - Swarthmore, † 2010)
- Martin Pugh, storico britannico (n. 1947)
- Martin J. Sherwin, storico e scrittore statunitense (New York, n. 1937 - Washington, † 2021)

## Storici dell'arte(2)
- Martin Kemp, storico dell'arte britannico (n. 1938)
- Martin Kunz, storico dell'arte svizzero (Basilea, n. 1947 - Lugano, † 2021)

## Stuntman(1)
- Martin Goeres, stuntman e attore tedesco (Berlino Ovest, n. 1984)

## Surfisti(1)
- Martin Potter, surfista britannico (Blyth, n. 1965)

## Taekwondoka(1)
- Martin Stamper, taekwondoka britannico (Liverpool, n. 1986)

## Tastieristi(2)
- Martin Powell, tastierista inglese (Sheffield, n. 1973)
- Martin Stürtzer, tastierista e compositore tedesco

## Tennisti(12)
- Martin Davis, ex tennista statunitense (San Jose, n. 1958)
- Martin Emmrich, ex tennista tedesco (Solingen, n. 1984)
- Martin Fischer, ex tennista austriaco (Dornbirn, n. 1986)
- Martín Jaite, ex tennista argentino (Buenos Aires, n. 1964)
- Martin Kližan, tennista slovacco (Bratislava, n. 1989)
- Martin Laurendeau, ex tennista e allenatore di tennis canadese (Montréal, n. 1964)
- Martin Lee, ex tennista britannico (Londra, n. 1978)
- Martin Mulligan, ex tennista australiano (Marrickville, n. 1940)
- Martin Sinner, ex tennista tedesco (Coblenza, n. 1968)
- Martin Střelba, ex tennista cecoslovacco (Brandýs nad Labem-Stará Boleslav, n. 1967)
- Martin Verkerk, ex tennista olandese (Leiderdorp, n. 1978)
- Martin Wostenholme, ex tennista canadese (Toronto, n. 1962)

## Teologi(9)
- Martin de Barcos, teologo francese (Bayonne, n. 1600 - Saint-Cyran-du-Jambot, † 1678)
- Martin Becanus, teologo olandese (Hilvarenbeek, n. 1563 - Vienna, † 1624)
- Martin Bucer, teologo tedesco (Sélestat, n. 1491 - Cambridge, † 1551)
- Martin Chemnitz, teologo e religioso tedesco (Treuenbrietzen, n. 1522 - Braunschweig, † 1586)
- Martin Eisengrein, teologo tedesco (Stoccarda, n. 1535 - Ingolstadt, † 1578)
- Martin Frecht, teologo tedesco (Ulma, n. 1494 - Tubinga, † 1556)
- Martin Hengel, teologo e saggista tedesco (Reutlingen, n. 1926 - Tubinga, † 2009)
- Martin Leiner, teologo tedesco (Homburg, n. 1960)
- Martin Lutero, teologo tedesco (Eisleben, n. 1483 - Eisleben, † 1546)

## Tipografi(1)
- Martin Nucio, tipografo e editore fiammingo (Meer, n. 1515 - † 1558)

## Triatleti(1)
- Martin Krňávek, triatleta ceco (Ostrov nad Ohří, n. 1974)

## Triplisti(1)
- Edvard Larsen, triplista norvegese (Oslo, n. 1881 - Oslo, † 1914)

## Trovatori(7)
- Martin Campina, trovatore portoghese
- Martin Eanes, trovatore spagnolo
- Martin Moxa, trovatore spagnolo
- Martin Perez Alvin, trovatore portoghese
- Martim Soares, trovatore portoghese
- Martin de Caldas, trovatore portoghese
- Martin de Pedrozelos, trovatore portoghese

## Tuffatori(2)
- Martin Bang Christensen, tuffatore danese (n. 1998)
- Martin Wolfram, tuffatore tedesco (Dresda, n. 1992)

## Umanisti(2)
- Martin Borrhaus, umanista e teologo tedesco (Stoccarda, n. 1499 - Basilea, † 1564)
- Martin Delrio, umanista e teologo fiammingo (Anversa, n. 1551 - Lovanio, † 1608)

## Velisti(3)
- Martin Borthen, velista norvegese (Kristiansund, n. 1878 - Bergen, † 1964)
- Martin Hindorff, velista svedese (Nyköping, n. 1897 - Stoccolma, † 1969)
- Martin Kirketerp, velista danese (Aarhus, n. 1982)

## Velocisti(5)
- Martin Jellinghaus, ex velocista tedesco (Lauf an der Pegnitz, n. 1944)
- Martin Keller, velocista tedesco (Rochlitz, n. 1986)
- Martin Owusu-Antwi, velocista ghanese (Kumasi, n. 1995)
- Martin Reynolds, ex velocista britannico (n. 1949)
- Emmett Toppino, velocista statunitense (New Orleans, n. 1909 - New Orleans, † 1971)

## Vescovi cattolici(2)
- Martin David Holley, vescovo cattolico statunitense (Pensacola, n. 1954)
- Martin Meulenberg, vescovo cattolico tedesco (Selfkant, n. 1872 - Reykjavík, † 1941)

## Violinisti(2)
- Martin Beaver, violinista e docente canadese (Winnipeg, n. 1967)
- Martin-Pierre Marsick, violinista e docente belga (Jupille-sur-Meuse, n. 1847 - Parigi, † 1924)

## Violoncellisti(2)
- Martin Berteau, violoncellista e compositore francese (Valenciennes, n. 1691 - Angers, † 1771)
- Martin Rummel, violoncellista austriaco (Linz, n. 1974)

## Wrestler(6)
- Arn Anderson, ex wrestler statunitense (Rome, n. 1958)
- The Boogeyman, wrestler statunitense (Phoenix, n. 1964)
- Danny Burch, wrestler inglese (Surrey, n. 1981)
- Martin Ruane, wrestler britannico (Camberwell, n. 1946 - Prestwich, † 1998)
- Marty Scurll, wrestler britannico (Littleport, n. 1988)
- Hisao Tanaka, wrestler statunitense (Los Angeles, n. 1921 - Las Vegas, † 1991)

## Zoologi(1)
- Martin Hinton, zoologo britannico (n. 1883 - † 1961)

## Senza attività specificata(9)
- Martin Benedikter, sinologo italiano (Campo Tures, n. 1908 - † 1969)
- Martin Bower, effettista britannico (Londra, n. 1952)
- Martin Guerre, francese (Hendaye, n. 1525)
- Martin Haab, agricoltore e politico svizzero (Mettmenstetten, n. 1962)
- Martin Hübscher, agricoltore e politico svizzero (n. 1969)
- Martin Schulz, ex politico tedesco (Hehlrath, n. 1955)
- Martin Tenk, ex tiratore a segno ceco (Ostrava, n. 1972)
- Martin Truchseß von Wetzhausen, tedesco (Königsberg, † 1489)
- Remus von Woyrsch, feldmaresciallo prussiano (Plisnitz, n. 1847 - † 1920)